# Turro (Mailand)
Turro (lombardisch Turr [ˈtyr]) ist ein Stadtteil der norditalienischen Großstadt Mailand. Er befindet sich im Norden der Stadt und gehört zum 2. Stadtbezirk.

## Geschichte
Die Ursprünge des Dorfes sind unbekannt; es wurde erstmals im Jahre 1346 erwähnt und gehörte damals zum Pfarrbezirk Bruzzano.
1808 wurde Turro per Dekret Napoleons mit anderen Vororten nach Mailand eingemeindet. Mit der Wiederherstellung der österreichischen Herrschaft wurde die Gemeinde 1816 erneut selbstständig.
Zur Zeit der Gründung des Königreichs Italien 1861 zählte die Gemeinde 319 Einwohner. 1864 wurde sie in Turro Milanese umbenannt.
Zu Beginn des 20. Jahrhunderts wuchs die Bevölkerung von Turro deutlich. Beim Zensus von 1901 hatte die Gemeinde noch nur 555 Einwohner, zehn Jahre später waren es bereits 7883.
Die Eingemeindung der Vororte nach Mailand war bereits seit Jahren in Diskussion, als die Gemeinde Turro 1914 in eine politische Krise geriet. Die Gemeinde wurde einige Jahre kommissarisch verwaltet und per Eilverfahren 1918 nach Mailand eingemeindet. Fünf Jahre später wären zehn weitere Gemeinden von Mailand annektiert worden, mit der Gründung des Grande Milano („Groß-Mailand“).

## Bilder

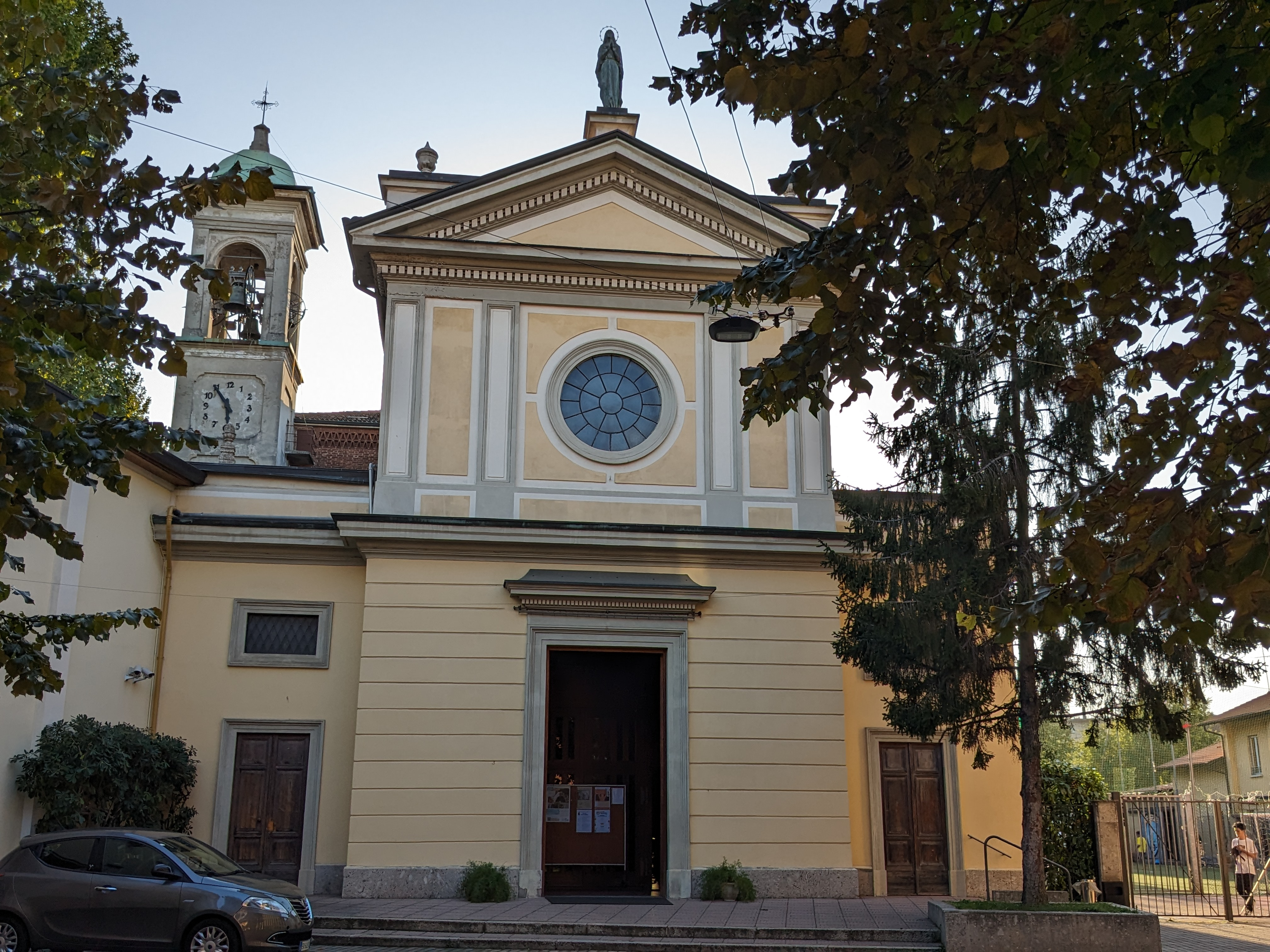
Die Pfarrkirche
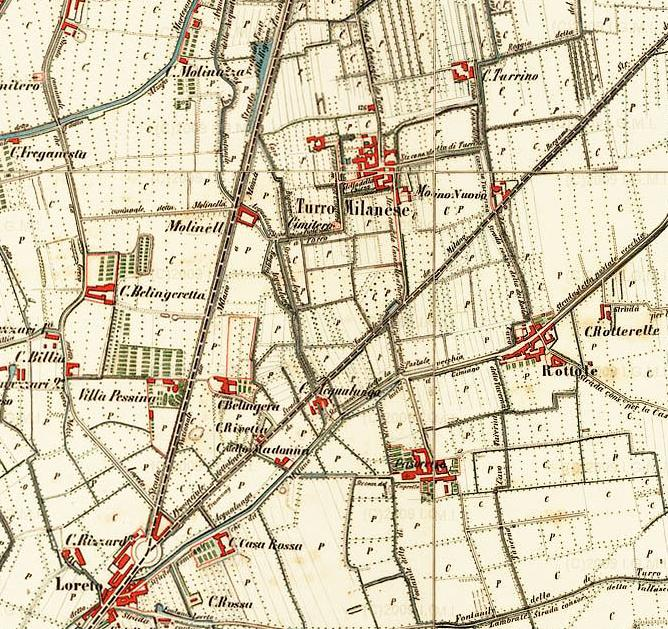
Landkarte von Turro und Umgebungen in 1878